# 橫濱市役所
橫濱市役所（日语：／ Yokohama Shiyakusyo */?）是地方公共團體的橫濱市的執行機關。

## 組織
- 溫室化對策統括本部
- 政策局
- 總務局
  - 工作改革室
    - 行政・資訊管理課
    - ICT基盤管理課
    - 住民資訊系統課
- 財政局
- 國際局
  - 國際政策部
    - 政策總務課
    - 護照中心
    - 中心南護照中心
    - 國際協作課
    - 美洲事務所

  - 國際協力部
    - 國際協力課
- 市民局
- 文化觀光局
- 經濟局
  - 政策調整部
  - 招致推進部
  - 革新城市推進部
  - 中小企業振興部
  - 市民經濟勞動部
    - 商業振興課
    - 消費經濟課
    - 僱用勞動課
- 孩子青少年局
- 健康福利局
- 醫療局
- 醫院經營本部
- 環境創造局
  - 政策調整部
  - 總務部
  - 環境保全部
  - 綠提高推進部
  - 農政部
    - 農政推進課
    - 農業振興課
      - 農業振興擔當
      - 地產地消擔當
      - 承載者支援擔當
- 資源循環局
- 建築局
- 城市整備局
- 道路局
- 港灣局
- 消防局
- 會計室
- 自來水局
- 交通局
- 教育委員會

## 交通
橫濱市役所本廳舎
- 橫濱市交通局橫濱市營地下鐵藍線・東日本旅客鐵道JR根岸線 - 櫻木町站徒歩3分
- 橫濱高速鐵道港未來線 - 馬車道站

## 外部連結
- 廳舎傳達 （页面存档备份，存于） - 橫濱市（日語）